# Aignes
Aignes är en kommun i departementet Haute-Garonne i regionen Occitanien i södra Frankrike. Kommunen ligger i kantonen Cintegabelle som tillhör arrondissementet Muret. År 2022 hade Aignes 240 invånare.

## Befolkningsutveckling
Antalet invånare i kommunen Aignes
Referens:INSEE